# Lactobacillus panis
Lactobacillus panis è una specie di batterio appartenente alla famiglia delle Lactobacillaceae.